# Федеральный резервный банк Филадельфии
Федеральный резервный банк Филадельфии (англ. Federal Reserve Bank of Philadelphia; Philadelphia Fed; Philly Fed) — один из 12 резервных банков США, входящих в Федеральную резервную систему. Расположен в Филадельфии (10 Independence Mall), в штате Пенсильвания.

## Описание
Резервный банк Филадельфии является штаб-квартирой Третьего округа Федеральной резервной системы, который включает в себя восточную и центральную Пенсильванию, девять южных округов штатов Нью-Джерси и Делавэр. По площади охватываемой территории Банк является самым маленьким в системе ФРС, а по численности обслуживаемого населения — вторым с конца, опережая только Федеральный резервный банк Миннеаполиса.

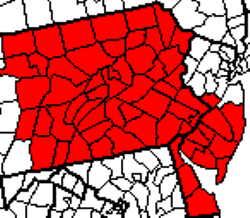
Карта Третьего округа ФРС

Президентом и главным исполнительным директором Банка Филадельфии с 1 июля 2015 года является Патрик Т. Харкер.
ФРС Филадельфии проводит исследования федеральной и региональной экономики. Ежеквартально публикует обзор экономических прогнозов, также называемый «Индексом тревожности» (англ. The Anxious Index), и издание «Economic Insights», ранее выходившее под названием «Business Review».